# Cuộc vây hãm Viên
Cuộc bao vây Viên năm 1529 (để phân biệt với trận Viên năm 1683) là là nỗ lực đầu tiên của đế quốc Ottoman, dưới triều vua Suleiman I nhằm chiếm thành phố Vienna, Áo. Cuộc bao vây xảy ra sau trận Mohács năm 1526, dẫn đến cái chết của vua Hungary và vương quốc rơi vào cuộc nội chiến giữa các phe phái đối địch nhau. Một bên ủng hộ Đại Công tước Ferdinand I nhà Habsburg và một bên ủng hộ Szapolyai János được Ottoman chống lưng. Cuộc tấn công của Ottoman vào Vienna là một phần trong sự can thiệp của họ vào cuộc xung đột Hungary, dự định trong ngắn hạn là để đảm bảo vị trí của Szapolyai. Các nhà sử học vẫn còn đang tranh cãi về các mục tiêu dài hạn của Ottoman liên quan đến động lực nào trong việc dẫn đến lựa chọn Vienna làm mục tiêu của chiến dịch nói riêng. Sự thất bại của cuộc bao vây đánh dấu sự khởi đầu của 150 năm căng thẳng quân sự và các cuộc tấn công qua lại, đỉnh điểm là cuộc bao vây Vienna lần thứ hai vào năm 1683.
Một số nhà sử học suy đoán rằng mục tiêu chính của Suleiman vào năm 1529 thực sự là khẳng định quyền kiểm soát của Ottoman đối với toàn bộ Hungary và phần phía tây của thuộc quyền kiểm soát của nhà Habsburg. Quyết định tấn công Vienna sau một khoảng thời gian dài như vậy trong chiến dịch châu Âu của Suleiman được coi là một hành động cơ hội sau chiến thắng quyết định của ông ở Hungary. Các học giả khác đưa ra giả thuyết rằng việc đàn áp Hungary chỉ đơn giản là đánh dấu sự mở đầu cho một cuộc xâm lược châu Âu sau đó, vốn được tính toán trước.

## Bối cảnh
Vào tháng 8 năm 1526, sultan Suleiman I đã đánh bại hoàn toàn quân của Vua Lajos II của Hungary trong trận Mohács, mở đường cho quân Ottoman giành quyền kiểm soát miền đông nam Hungary; Vua Lajos không con bị giết. Anh rể của ông, Đại Công tước Ferdinand I của Áo, anh trai của Hoàng đế La Mã Thần thánh Karl V, đã tuyên bố giành ngai vàng Hungary đang bỏ trống. Ferdinand chỉ có được sự công nhận ở miền tây Hungary; trong khi một quý tộc tên là Szapolyai János vốn có nhiều sự ủng hộ ở Transylvania, thách thức Ferdinand để giành vương miện và được Suleiman công nhận là vua để đổi lấy việc chấp nhận địa vị chư hầu của Đế quốc Ottoman. Do đó, Hungary bị chia cắt thành Hungary Hoàng gia và Hungary thuộc Ottoman cho đến năm 1700.
Sau Cuộc họp nghị viện Pozsony (Bratislava ngày nay) vào ngày 26 tháng 10, Ferdinand được tuyên bố là vua của Hungary Hoàng gia do thỏa thuận giữa gia đình ông và Lajos, được củng cố bởi cuộc hôn nhân của Ferdinand với Anna, em gái của Lajos và cuộc hôn nhân của Lajos với Mary, em gái của Ferdinand. Ferdinand bắt đầu thực thi yêu sách của mình đối với Hungary và chiếm Buda vào năm 1527 và chỉ từ bỏ việc nắm giữ nó vào năm 1529 khi một cuộc phản công của Ottoman tước đi tất cả các lãnh thổ Ferdinand đã chiếm được.

## Mở đầu

### Quân đội Ottoman

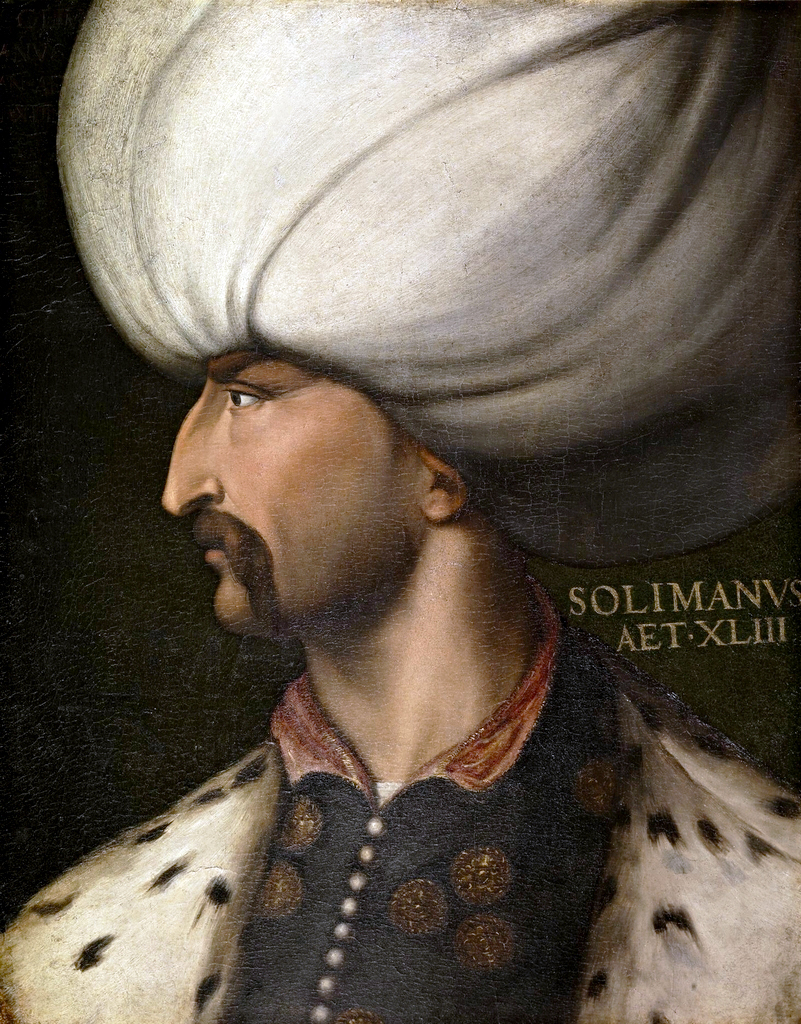
Chân dung Suleiman I của Cristofano dell'Altissimo

Vào mùa xuân năm 1529, Suleiman tập trung một đội quân lớn ở Bulgaria thuộc Ottoman với mục đích đảm bảo quyền kiểm soát toàn bộ Hungary và giảm bớt mối đe dọa do Ferdinand I và Đế chế La Mã Thần thánh gây ra tại các biên giới mới của ông. Có nhiều ước tính về quân đội của Suleiman, từ 120.000 đến hơn 300.000 người. Cũng như nhiều đơn vị của Sipahi, lực lượng tinh nhuệ của kỵ binh Ottoman và hàng nghìn yeniçeri, quân đội Ottoman đã kết hợp một đội quân từ Moldova và các chiến binh người Serb phản bội từ quân đội của Szapolyai János. Suleiman đóng vai trò là tổng chỉ huy (cũng như đích thân chỉ huy quân của mình), và vào tháng 4, ông đã bổ nhiệm Đại Vizia của mình (bộ trưởng tối cao của Ottoman), một cựu nô lệ người Hy Lạp tên là Ibrahim Pasha, làm Serasker, một chỉ huy có quyền hạn ra lệnh dưới danh nghĩa của quốc vương.
Suleiman phát động chiến dịch của mình vào ngày 10 tháng 5 năm 1529 và vấp phải vô số trở ngại ngay từ đầu. Những trận mưa xuân đặc trưng của Đông Nam Âu và vùng Balkan đặc biệt lớn vào năm đó, gây ra lũ lụt ở Bulgaria và khiến nhiều phần của tuyến đường mà quân đội sử dụng hầu như không thể đi qua được. Nhiều khẩu đại bác và pháo cỡ lớn đã sa lầy khiến Suleiman không còn cách nào khác là phải từ bỏ chúng, trong khi đó, những con lạc đà được mang đến từ các tỉnh phía Đông của đế chế không quen với điều kiện khó khăn, đã chết với số lượng lớn. Bệnh tật và sức khỏe kém trở nên phổ biến trong số những người lao động, cướp đi sinh mạng của nhiều người trong cuộc hành trình đầy hiểm nguy.
Suleiman đến Osijek vào ngày 6 tháng 8. Vào ngày 18, ông đến đồng bằng Mohács, được chào đón bởi một lực lượng kỵ binh đáng kể do Szapolyai János chỉ huy (sau này đi cùng Suleiman đến Vienna), người đã bày tỏ lòng kính trọng và giúp ông chiếm lại một số pháo đài bị mất kể từ trận Mohács với quân Áo gồm cả Buda, nơi thất thủ vào ngày 8 tháng 9. Sự kháng cự duy nhất là tại Pozsony, nơi hạm đội Thổ Nhĩ Kỳ bị bắn phá khi nó đang vào sông Danube.

### Các biện pháp phòng thủ

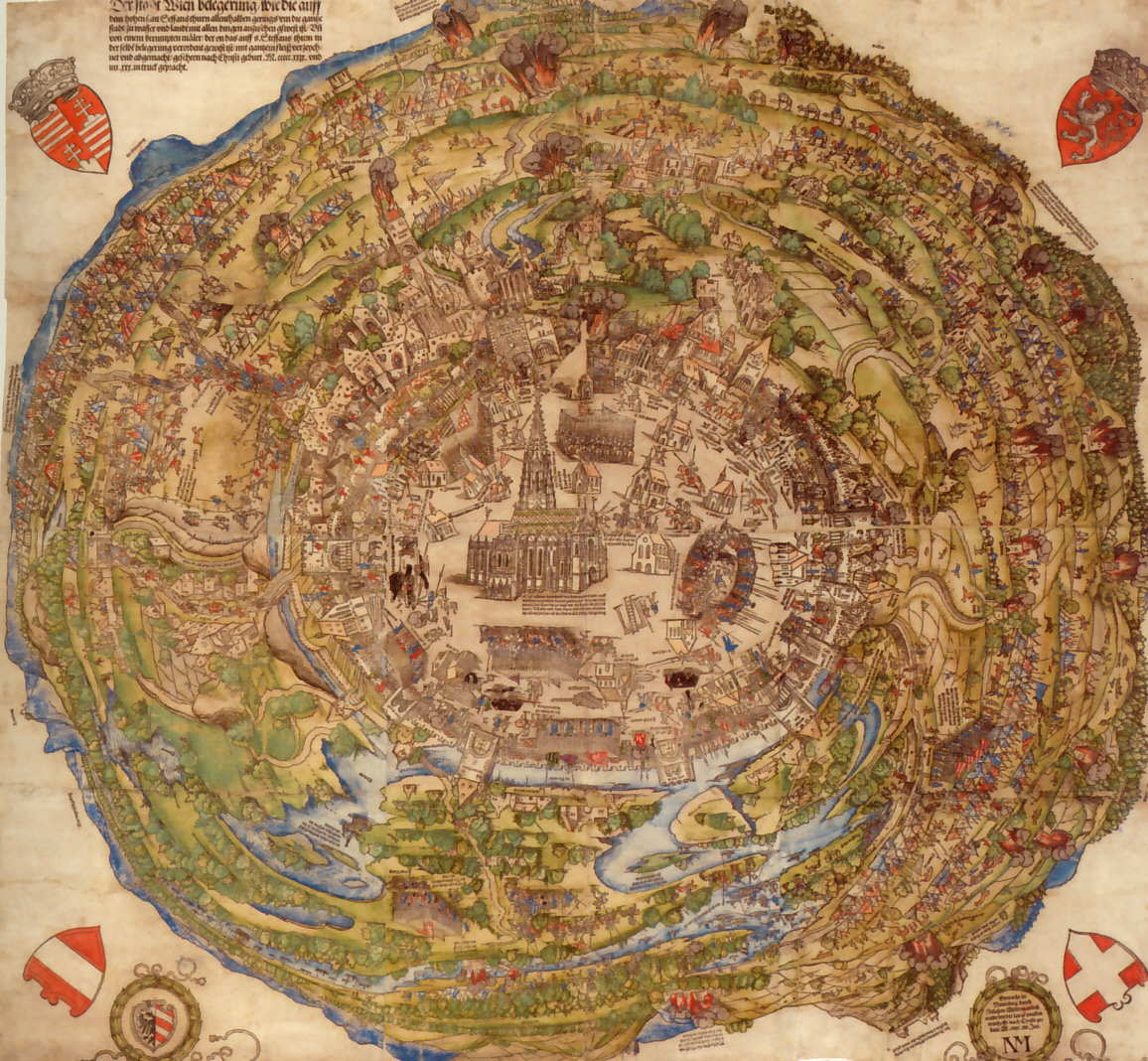
Bản đồ Vienna từ năm 1530

Khi quân Ottoman tiến về Vienna, người dân thành phố đã tổ chức một cuộc kháng chiến đặc biệt được hình thành từ nông dân, tá điền và thường dân địa phương quyết tâm đẩy lùi cuộc tấn công không thể tránh khỏi. Những người phòng thủ được hỗ trợ bởi nhiều đơn vị lính đánh thuê châu Âu, cụ thể là lính đánh thuê Landsknecht của Đức và lính hỏa mai Tây Ban Nha do Karl V gửi đến.
Hofmeister của Áo, Wilhelm von Roggendorf, đảm nhận nhiệm vụ đồn trú phòng thủ. Quyền chỉ huy tác chiến được giao cho một lính đánh thuê người Đức bảy mươi tuổi tên là Niklas, Bá tước Salm, người đã xuất sắc trong trận Pavia năm 1525. Salm đến Vienna với tư cách là người đứng đầu lực lượng lính đánh thuê cứu viện và bắt đầu việc củng cố những bức tường ba trăm năm tuổi bao quanh Nhà thờ St.Stephen, gần nơi ông đặt căn cứ địa. Để đảm bảo thành phố có thể chịu được một cuộc bao vây kéo dài, ông đã phong tỏa bốn cổng thành và gia cố tường thành, ở một số nơi dày không quá sáu feet, đồng thời dựng các pháo đài bằng đất và một thành lũy bằng đất bên trong, san bằng các tòa nhà ở những nơi cần thiết để dọn sạch để thuận tiện cho việc phòng thủ.

## Bao vây

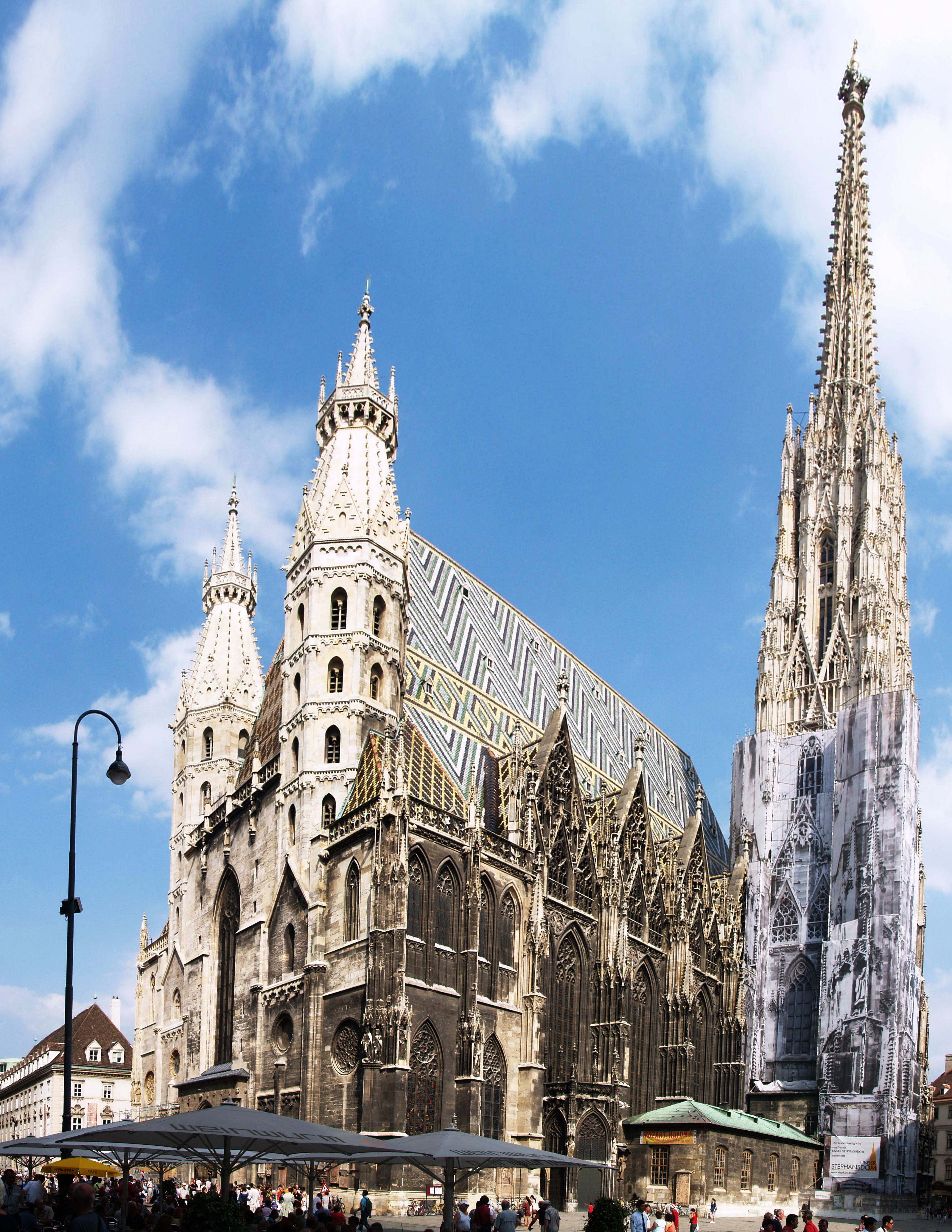
Nhà thờ St. Stephen, Vienna, được sử dụng làm trụ sở không chính thức của quân kháng chiến Áo bởi Niklas von Salm, người đứng đầu lực lượng lính đánh thuê cứu viện được bổ nhiệm.

Quân đội Ottoman đến vào cuối tháng 9 đã bị tiêu hao phần nào trong cuộc tiến công dài ngày vào lãnh thổ Áo, khiến Suleiman thiếu lạc đà và pháo hạng nặng. Nhiều binh sĩ của ông đến Vienna trong tình trạng sức khỏe kém sau những khó khăn của một cuộc hành quân dài qua mùa mưa dày đặc của châu Âu. Trong số những người thích hợp để chiến đấu, một phần ba là kỵ binh hạng nhẹ hoặc Sipahi, không thích hợp cho chiến tranh bao vây. Ba tù nhân Áo ăn mặc đàng hoàng đã được Sultan cử đi làm sứ giả để đàm phán chiêu hàng; Salm đã gửi ba người Hồi giáo ăn mặc đẹp đẽ trở lại mà không phản hồi.
Khi quân đội Ottoman đã ổn định vị trí, các đơn vị đồn trú của Áo đã tung ra các cuộc xuất kích để phá vỡ việc đào các đường hầm bên dưới bức tường thành của các lính đào hào Ottoman và nhiều lúc suýt bắt được Ibrahim Pasha. Các lực lượng phòng thủ đã phát hiện và cho nổ thành công một số quả mìn nhằm mục đích đánh sập các bức tường của thành phố, sau đó điều động 8.000 người vào ngày 6 tháng 10 để tấn công các hoạt động đào đường hầm của Ottoman. Dù phá hủy được nhiều đường hầm nhưng họ chịu tổn thất nghiêm trọng khi không gian hẹp cản trở việc rút lui vào thành phố.

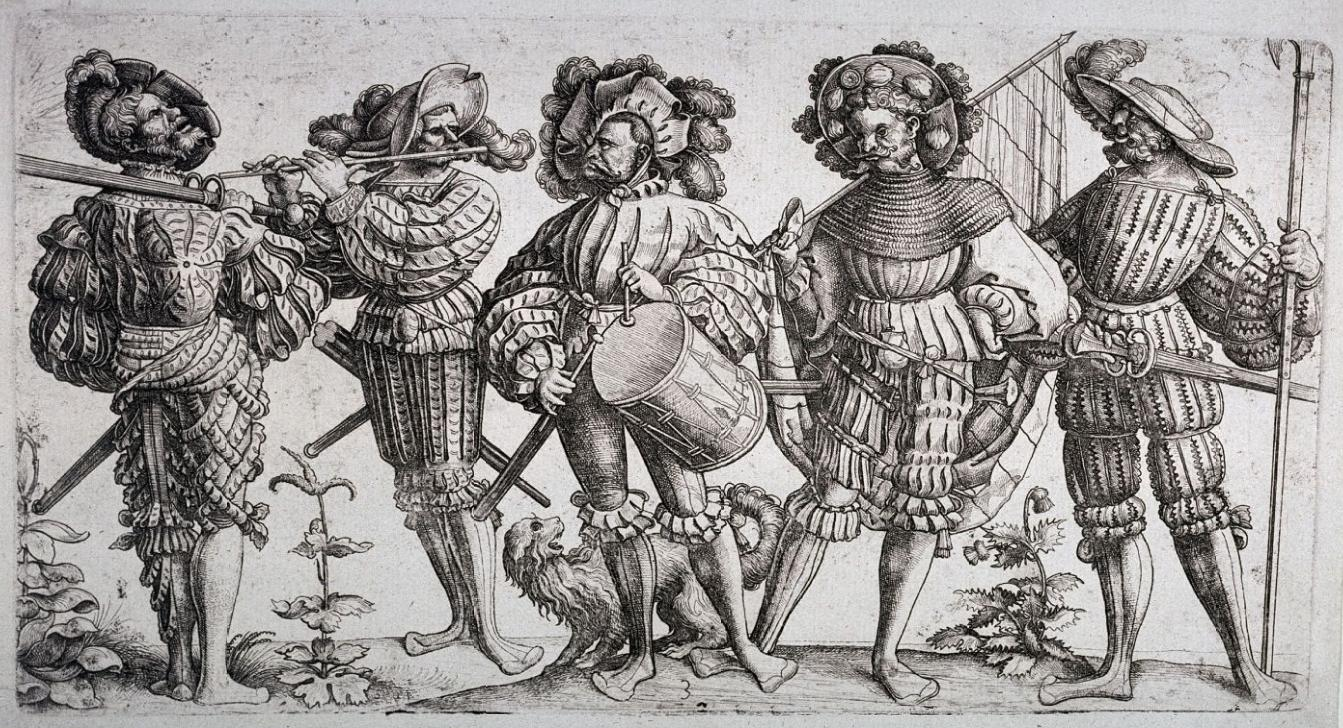
Mô tả về Landsknecht của Đức vào khoảng năm 1530, bộ binh đánh thuê nổi tiếng của thời Phục Hưng, nổi tiếng với những ngọn giáo dài halberd và kiếm Zweihänder.

Mưa nhiều hơn vào ngày 11 tháng 10 và người Ottoman không thể xâm phạm tường thành, triển vọng chiến thắng bắt đầu mờ nhạt nhanh chóng. Ngoài ra, Suleiman đang phải đối mặt với tình trạng thiếu nguồn cung cấp nghiêm trọng như thức ăn và nước uống, trong khi thương vong, bệnh tật và đào ngũ bắt đầu ảnh hưởng đến hàng ngũ quân đội của ông. Những người lính Cấm vệ quân Janissary bắt đầu bày tỏ sự không hài lòng của họ trước sự tiến triển của các sự kiện, yêu cầu quyết định xem nên ở lại hay từ bỏ cuộc bao vây. Sultan đã triệu tập một hội đồng chính thức vào ngày 12 tháng 10 để xem xét vấn đề. Nó đã được quyết định thực hiện một cuộc tấn công lớn cuối cùng vào Vienna, một canh bạc "được ăn cả, ngã về không". Phần thưởng tăng thêm đã được cung cấp cho quân đội. Tuy nhiên, cuộc tấn công này cũng bị đánh bật ra vì một lần nữa, súng hỏa mai Arquebus và giáo dài của quân phòng thủ chiếm ưu thế.
Tuyết rơi dày bất thường khiến điều kiện từ tồi tệ trở nên tồi tệ hơn. Cuộc rút lui của Ottoman đã trở thành một thảm họa với phần lớn hành lý và pháo cũng như nhiều tù nhân bị bỏ lại hoặc bị mất do điều kiện khắc nghiệt.

## Kết quả

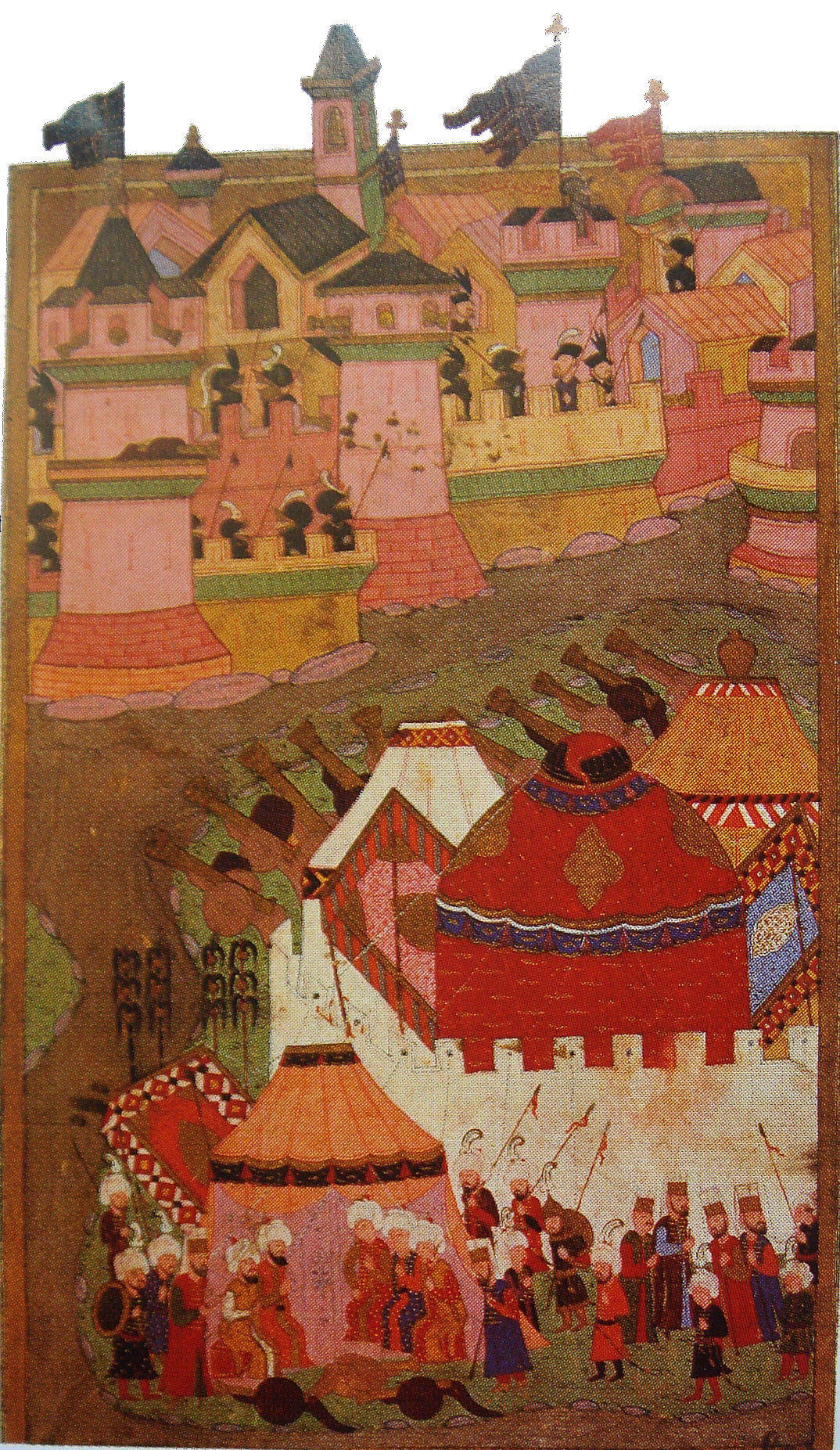
Mô tả của Ottoman về cuộc bao vây từ thế kỷ 16, được đặt trong Bảo tàng Nghệ thuật Hachette Istanbul

Một số nhà sử học suy đoán rằng cuộc tấn công cuối cùng của Suleiman không nhất thiết nhằm chiếm thành phố mà nhằm gây ra thiệt hại nhiều nhất có thể và làm suy yếu nó cho một cuộc tấn công sau đó, một chiến thuật mà ông đã sử dụng tại Buda vào năm 1526. Suleiman sẽ dẫn đầu một chiến dịch khác chống lại Vienna vào năm 1532, nhưng nó không bao giờ thực sự thành hiện thực khi lực lượng của ông bị Đại úy người Croatia Nikola Jurišić chặn đứng trong Cuộc vây hãm Güns (Kőszeg). Nikola Jurišić với chỉ 700–800 lính Croatia đã cố gắng trì hoãn lực lượng của mình cho đến khi mùa đông khép lại. Karl V, bây giờ phần lớn nhận thức được tình trạng dễ bị tổn thương và suy yếu của Vienna, đã tập hợp 80.000 quân để đối đầu với quân Ottoman. Thay vì tiếp tục với nỗ lực bao vây thứ hai, quân Ottoman đã thoái lui, khiến bang Steiermark ở phía đông nam nước Áo bị mất. Về bản chất, hai chiến dịch ở Viên đã đánh dấu giới hạn cực độ về khả năng hậu cần của Ottoman trong việc đưa các đội quân lớn vào sâu trong khu vực Trung Âu vào thời điểm đó.
Chiến dịch năm 1529 tạo ra nhiều kết quả khác nhau. Buda lại dưới sự kiểm soát của Szapolyai János, chư hầu của Ottoman, củng cố vị thế của Ottoman ở Hungary. Chiến dịch đã để lại thiệt hại nặng nề ở các nước láng giềng Hungary Habsburg và Áo, làm suy yếu khả năng của Ferdinand trong việc tổ chức một cuộc phản công bền vững. Tuy nhiên, Suleiman đã thất bại trong việc buộc Ferdinand giao chiến với anh ta trong một trận chiến mở và do đó không thể thực thi ý thức hệ yêu sách của anh ta về ưu thế so với nhà Habsburg. Cuộc tấn công vào Vienna đã dẫn đến mối quan hệ hợp tác giữa Karl V và Giáo hoàng Clement VII và góp phần vào việc Giáo hoàng phong Karl V làm Hoàng đế La Mã Thần thánh vào ngày 24 tháng 2 năm 1530. Kết quả của chiến dịch được trình bày như một thành công của người Ottoman, người đã tận dụng cơ hội để thể hiện sự hùng vĩ của hoàng gia bằng cách dàn dựng các nghi lễ công phu cho lễ cắt bì của các hoàng tử Mustafa, Mehmed và Selim.
Ferdinand I đã dựng một tượng đài tang lễ cho lính đánh thuê người Đức Niklas von Salm, người đứng đầu lực lượng lính đánh thuê được cử đến Vienna, như một biểu tượng đánh giá cao những nỗ lực của anh ta. Niklas sống sót sau nỗ lực bao vây ban đầu, nhưng bị thương trong cuộc tấn công cuối cùng của Ottoman và chết vào ngày 4 tháng 5 năm 1530. Quan tài thời Phục hưng hiện được trưng bày tại nơi rửa tội của nhà thờ Votivkirche ở Vienna. Con trai của Ferdinand, Maximilian II sau đó đã xây dựng Lâu đài Neugebaeude tại nơi Suleiman được cho là đã dựng lều trong cuộc bao vây.